# Joachim von Oldenburg
Joachim von Oldenburg (* 1551; † 21. März 1622 in Grubenhagen) war ein deutscher Jurist, Hofbeamter und Klosterhauptmann.

## Leben

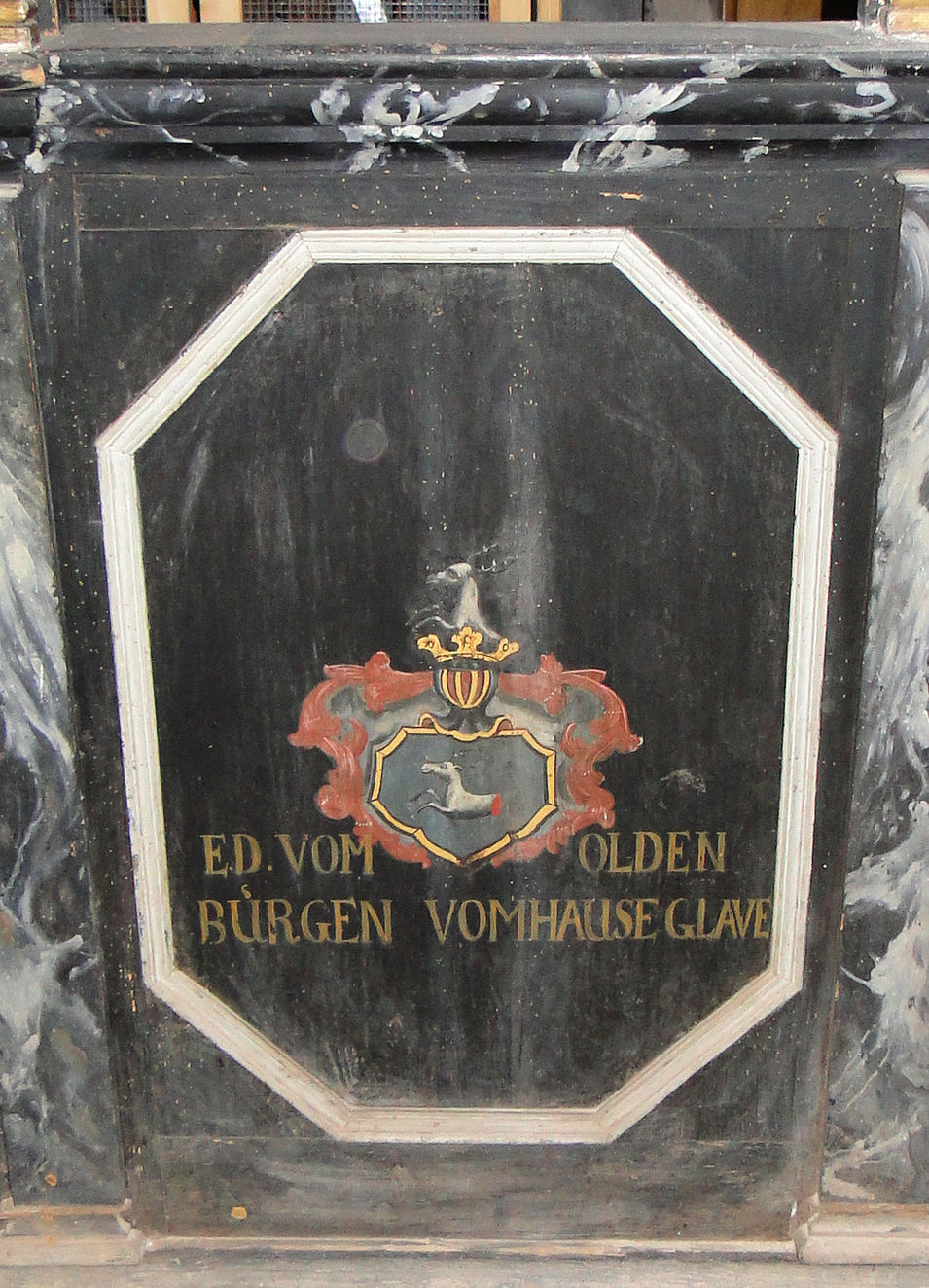
Wappen derer von Oldenburg auf der Nonnenempore der Dobbertiner Klosterkirche

Joachim von Oldenburg war Sohn des Claus von Oldenburg, Fürstlich Mecklenburgischer Rat, Provisor des Klosters Dobbertin von 1572 bis 1591 und Herr auf Gremmelin, Vitgest und Pinnow und seiner Frau Ilse von Bredow aus dem Hause Reinsberg.
Seinen Neigungen zur geistigen Arbeit folgen, Schickte sein Vater ihn für vier Jahre auf die Schule nach Güstrow. Ab 1571 studierte er Rechtswissenschaften und Geschichte an der Universität Rostock und wechselte 1573 an die Universität Frankfurt (Oder). Im April 1577 war er an den Universitäten Leipzig und danach ein Jahr in Heidelberg.
Seine Grand Tour führte ihn nach Italien. Dort war er in Verona, Padua, Venedig, Farraria, Florenz. Rom, Neapel. Dabei erlernte er die italienische Sprache leidlich und setzte seine Studien in der allgemeinen Geschichte und Politik fort. Sein Rückweg nach Deutschland führte ihn über Mailand, Basel und Straßburg nach Speyer. Dort erwarb er sich erste Berufspraxis während eines Jahres am Kaiserlichen Reichskammergericht und war 1582 beim großen Reichstag zu Augsburg.
Auf Anforderung seines Vaters war er nach sechs Jahren Kavalierstour wieder nach Mecklenburg zurückgekehrt. Bald danach wurde er an den mecklenburgischen Hof nach Güstrow bestallt und erhielt von Herzog Ulrich Anfang 1585 die Stelle eines Kammerherrn und Oberhofschenken. Im Folgejahr war Joachim von Oldenburg bereits Hofmarschall und 1587 erfolgte die Beförderung zum Oberhofmarschall.
1591 nahm er zwar seinen Abschied, erhielt aber vom Herzog Ulrich eine Bestallung zum mecklenburgischer Rat, um ihn in wichtigen legationen und Abfertigungen von hauss aus gebraucht zu werden.
Am 19. September 1591 heiratete er im Rathaus zu Güstrow Adelheid von Below, die Tochter des Georg von Below, Fürstlich Mecklenburgischer Hofmarschall und Provisor des Klosters Dobbertin, Erbherr auf Nossentin und Kargow. Schon nach 21 Wochen starb am 18. Februar 1592 seine Ehefrau. Erst neun Jahre später heiratete er Ilse von Maltzan, Tochter des Hartwig von Maltzan, Pommerschen Erbmarschalls und Wolgastischen Landrats, Herrn auf Kummerow, Vanselow und Osten. Die Hochzeit fand in Ribnitz statt, doch auch diese Ehe hielt nur drei Jahre und drei Monate.
1592 bekam er vom Herzog die Amtshauptmannstelle über Doberan und Ribnitz verliehen, nach einigen Jahren wechselte er nach Ribnitz.
1605 Hofmeister und Hauptmann in Strelitz und ab 1608 Hofrat und Regierungsrat in Güstrow, wo er auch als Gesandter eingesetzt wurde. 1610 war er Geheimer Rat und wurde, wie auch schon sein Vater zuvor, am 29. März 1610 zum Provisor des Klosters Dobbertin gewählt. Ab 1612 war er Rat der Witwe des Herzogs Johann VII., Herzogin Sophie von Mecklenburg in Lübz, wo diese von der Eldenburg aus ihr Wittum verwaltete.
Von 1612 bis 1622 war Joachim von Oldenburg Klosterhauptmann im Kloster Dobbertin. Am 2. Januar 1612 ließ er im Pelzer-Haus in Dobbertin ein Armenhaus für sechs arme Untertanen einrichten und vermachte dem Armenhaus noch 100 Gulden, wie im Fundations-Brief zum Armenhaus zu ersehen. Das jährliche Armenhausregister wurde noch bis 1812 geführt.
Im Frühjahr 1621 fing er an zu kränkeln und hatte Asthma. Am 15. März 1622 reiste er letztmals nach Grubenhagen zu Fritz vom Berge, den Fürstlich Braunschweig-Lüneburgischen Landrat. Bettlägerig verstarb er dort am 21. März 1622 und wurde am 22. Mai 1622 in der Dobbertiner Klosterkirche beigesetzt.

### Ehrungen
- 1585 Kammerherr, Oberhofschenk
- 1586 Hofmarschall
- 1587 Oberhofmarschall
- 1591 Mecklenburgischer Rat

### Gedruckte Quellen
Mecklenburgische Jahrbücher (MJB)

### Ungedruckte Quellen
Landeshauptarchiv Schwerin (LHAS)
- LHAS 1.5-4/3 Urkunden Kloster Dobbertin.
- LHAS 2.12-3/2 Klöster und Ritterorden. Dobbertin.
- LHAS 2.12-3/5 Kirchenvisitation Amt Goldberg, Klosteramt Dobbertin. Nr. 186, 187.
- LHAS 3.2-3/1 Landeskloster/Klosteramt Dobbertin.
- LHAS 9.1-1 Reichskammergericht. Prozessakten 1495–1806.